# 阙家镇
阙家镇，是中华人民共和国四川省南充市高坪区下辖的一个乡镇级行政单位。2019年10月，撤销溪头乡，将其所属行政区域划归阙家镇管辖。

## 行政区划
阙家镇下辖以下地区：
红果社区、指挥村、里程村、联盟村、新祠堂村、火烽村、双河村、红堰村、和光村、星光村和和平村，长城村、金华村、合力村、红旗村、金凤村、利光村、新建村、玛瑙村、红光村、白鹤村、火星村和鲜江村。